# FK Olimpija Gelendžik
Futbolnyj klub Olimpija Gelendžik (rusky: Футбольный клуб «Олимпия» Геленджик) byl ruský fotbalový klub sídlící ve městě Gelendžik. Klub byl založen v roce 2011, zanikl v roce 2012.

## Umístění v jednotlivých sezonách
| Sezóny  | Liga          | Úroveň | Z  | V  | R | P  | VG | OG | +/- | B  | Pozice |
| ------- | ------------- | ------ | -- | -- | - | -- | -- | -- | --- | -- | ------ |
| 2011/12 | PFL – sk. Jug | 3      | 34 | 10 | 4 | 20 | 37 | 56 | -19 | 34 | 14.    |